# Atarba (Atarba) viridicolor
Atarba (Atarba) viridicolor is een tweevleugelige uit de familie steltmuggen (Limoniidae). De soort komt voor in het Australaziatisch gebied.